# 682. grenadirski polk (Wehrmacht)
682. grenadirski polk (izvirno nemško 682. Grenadier-Regiment; kratica 682. GR) je bil pehotni polk Heera v času druge svetovne vojne.

## Zgodovina
Polk je bil ustanovljen 15. oktobra 1942 in dodeljen 335. pehotni diviziji. Uničen je bil avgusta 1944 v južni Ukrajini.